# Ponte della Paglia
Ponte della Paglia (în traducere Podul paielor) este un pod pietonal din Veneția care traversează Rio de la Canonica în apropiere de Palatul Dogilor, făcând legătura între debarcaderul din Piazzetta San Marco și promenada Riva degli Schiavoni. El leagă sestierele Castello și San Marco.
Numele "della Paglia" provine de la bărcile încărcate cu paie care erau ancorate aici. Un edict din 1285 al Republicii Venețiene stipula următoarele: Palea non vendatur ad Pontem Paleæ, iar un altul din 1308 interzicea vânzătorilor de paie să-și vândă marfa în acest loc.
Podul a fost construit în 1360 din piatră de Istria extrasă din cariera Orsera și are coloane mici, așa cum apare încă. A fost restaurat în 1462. Podul a fost lărgit în 1854 cu fonduri publice, fiindu-i dublată lățimea.
Podul este adesea aglomerat cu turiști, nu numai pentru că permite o vedere bună spre Puntea Suspinelor și către Bazinul San Marco, ci și pentru că, în serile de vară, oferă cele mai frumoase apusuri de soare venețiene, soarele scufundându-se în apa din spatele Bazilicii Santa Maria della Salute.